# Alice Bloch
Alice Bloch, gift Bloch-Tank, född 16 augusti 1883 i Stuttgart, död 27 april 1971 i Lengnau i kantonen Aargau i Schweiz, var en tysk läkare, gymnastiklärare och författare.

## Biografi
Alice Bloch utbildade sig till läkare med specialitet på ortopedi vid Königlichen Chirurgischen Klinik och Orthopädischen Universitätsklinik i Berlin. Hon var syster till arkitekten Oskar Bloch och gift med tandläkaren Wilhelm Tank.
Alice Bloch hade före första världskriget studerat gymnastik hos Hedwig Kallmeyer, och hos Bess Mensendieck som också ursprungligen var läkare. Liksom flera andra elever till Mensendieck grundade hon, efter första världskriget, ett institut för ortopedi och gymnastik, med inriktning på barn och ungdomar. Vid institutet gavs även utbildning till gymnastiklärare. Gymnastiken utfördes ofta i institutets park. Alice Bloch menade dels att frisk luft och sol på hela kroppen bidrar till hälsa och stärker immunförsvaret, dels, i linje med Mensendiecks åsikt, att med naken kropp är det lättare att kontrollera och observera övningar, muskler och rörelser. Hennes approach var mer inriktad på muskler än den som Hedwig Hagemann och Dora Menzler representerade. Hon hade också delvis lånat teori från Niels Bukhs "Swedish gymnastics", som var mycket populär i Tyskland före och efter första världskriget.
Bloch betonade redskap som ribbstol, som bidrog till en muskulös look hos sina studenter. Hon betonade också betydelsen av att övningar gjordes i grupp, gärna i par eller trio, vilket byggde på idén att kroppen stärktes mer effektivt när träningen var beroende av andra kroppar.
Institutet hade skapats i början av 1920-talet. Men 1930 flyttade det in i en stor byggnad på Zeppelinstrasse 32 i Stuttgart, som var ritad av hennes man, arkitekten Oskar Bloch. Hon drev institutet 1935–1938 som en privat gymnastikskola Institut von Alice Bloch, främst gymnastiklärarutbildning (Gymnastik und Heilgymnastik). Hon begränsades under senare år av den nazistiska regimen till att bara utbilda lärare till judiska skolor. Utbildningen var tvåårig och eleverna fick certifikat från myndigheterna. Hennes man avled 1937. År 1939 flydde hon till Schweiz och därifrån till Israel.
Många fotografier i hennes böcker har tagits av Willy Balluff.